# IC 2397
IC 2397 ist ein Doppelstern im Sternbild Krebs auf der Ekliptik, den der Astronom Max Wolf am 13. Januar 1901 fälschlich als IC-Objekt beschrieb.